# ロゼッタ・ストーン

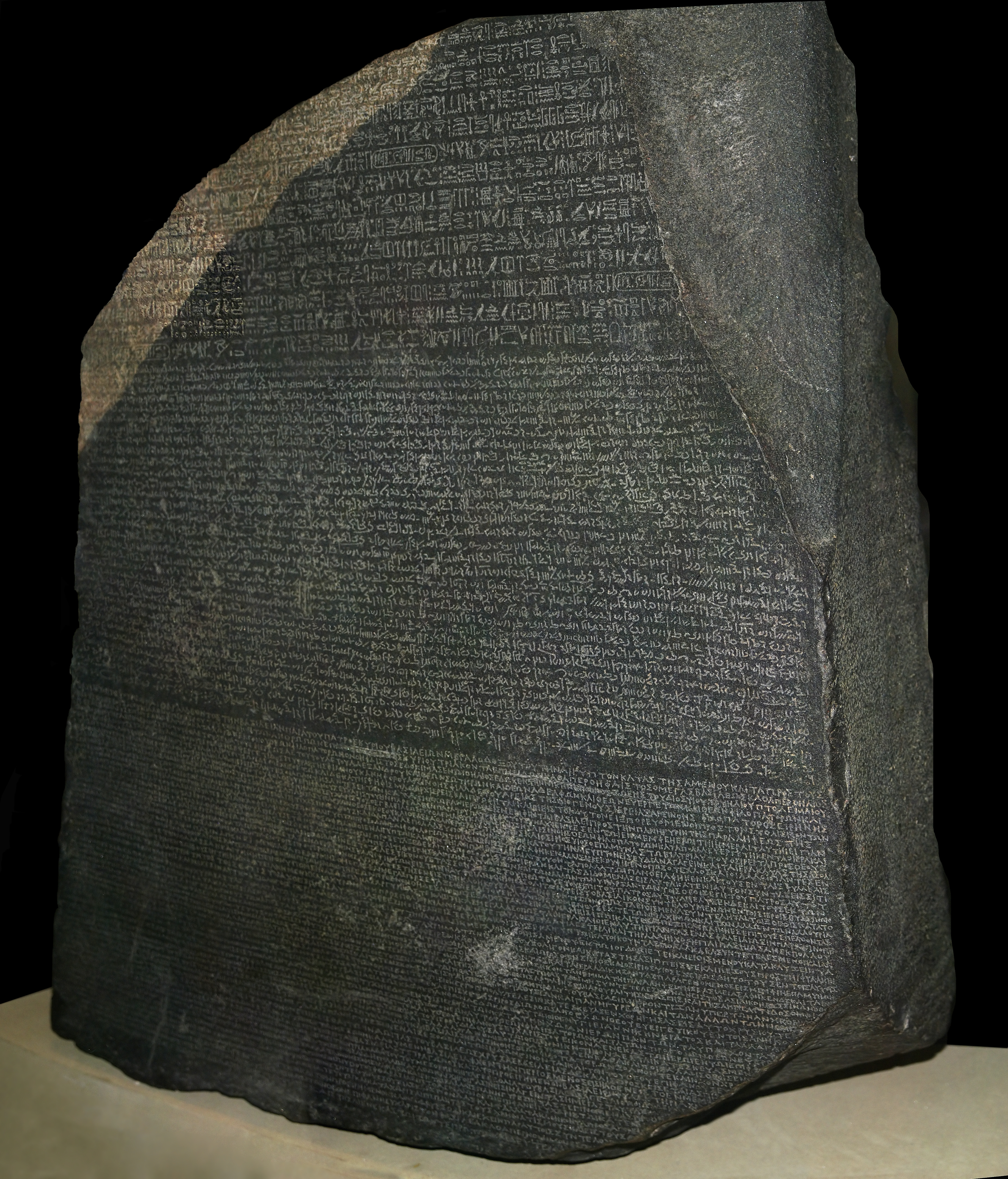
大英博物館で展示されているロゼッタ・ストーン

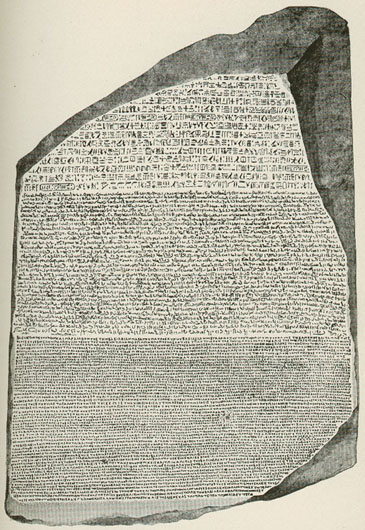
ロゼッタ・ストーン 上から順に、古代エジプトのヒエログリフ、古代エジプトのデモティック（草書体）、ギリシア語を用いて同じ内容の文章が記されている

ロゼッタ・ストーン（ロゼッタ石、仏: Pierre de Rosette, 英: Rosetta Stone）は、エジプトのロゼッタで1799年に発見された石柱。
紀元前196年にプトレマイオス5世によってメンフィスで出された勅令が刻まれた石碑の一部である。縦114.4 cm、横72.3 cm、厚さ27.9 cm、重量760 kg。古代エジプト期の暗色の花崗閃緑岩でできた石柱である。
碑文は古代エジプト語の神聖文字（ヒエログリフ）と民衆文字（デモティック）、ギリシア文字の、3種類の文字が刻まれている。同一の文章が3種類の文字で記述されていると早くから推測され、1822年、ジャン＝フランソワ・シャンポリオンもしくは物理学者のトマス・ヤングによって解読された。これによってロゼッタ・ストーン以外の古代エジプト語の記録も解読が可能になった。

## 略歴
もともとこの石柱は神殿に収められていたが、おそらくはローマ時代あるいは中世の時代に運び出され、ナイル川のデルタ地帯にあるロゼッタ近郊のジュリアン要塞を建造するための建築資材として少しずつ使われていった。そして1799年7月15日、ナポレオン・ボナパルトがエジプト遠征を行った際、エジプト遠征中のフランス軍兵士ピエール＝フランソワ・ブシャール大尉によって、エジプトの港湾都市ロゼッタで再発見された。この石柱に古代の2つの言語が刻まれていることがわかると、広く大衆の関心の的になり、いまだ翻訳されざる古代エジプトの言葉を解読する可能性に期待が高まった。そして石版による模写、および金属版に象り直されたものがヨーロッパ中の博物館や学者たちの間を飛び回った。1801年、イギリス軍がエジプトに上陸してフランス軍を降伏させ、それ以降本物のロゼッタ・ストーンは同年のアレクサンドリア協定のもとイギリスの所有物となった。ロンドンへと持ち込まれた石柱は翌年から大英博物館で一般に公開され、現在でも最も人を集める展示品となっている。所有権に関しては、ナポレオン戦争中にフランスからイギリスへと移ったと見なされているが、2003年からはエジプトが返還を求めている。
布告の内容についての研究は1803年にギリシア語の部分が完全に翻訳されたときから進められていた。しかしヒエログリフとデモティックの文章を解読したとジャン＝フランソワ・シャンポリオンが宣言するのはそれから20年後、1822年のパリだった。そして学者たちが古代エジプト語で刻まれた文字群を読み解くにはさらに長い時間を要した。1799年、柱には3つの文字で同一の文章が刻まれていることがわかった。1802年にはデモティックは異国人の名前のつづりを発音どおりに書き取るために用いられている事がわかった。そしてヒエログリフも同様で、デモティックと全く異なる言語ではない事がわかった（これはトマス・ヤングが1814年に発見した）。そしてついに異国人の名前だけでなく、これら表音文字は当のエジプト人たちの言葉を綴るのにも使われていることが明らかになった（シャンポリオン 1822年-1824年）。
1つの勅令と断片的な2つの模写が石柱の刻文であることが後に判明し、さらにプトレマイオスの勅令よりもわずかに時代が早い紀元前238年のもの（「カノプス勅令」）や、紀元前218年、プトレマイオス4世のころのメンフィス勅令など、今では当時のエジプトにおいて2言語、3言語にまたがって刻まれた刻文も複数が発見されている。したがってロゼッタ・ストーンはもはや唯一無二の存在ではなくなったが、古代エジプトの文学や文化を理解する上で現代において必須の鍵であることには変わりがない。「ロゼッタ・ストーン」という言葉はいまや『知の新たな地平の絶対的な手がかり』を意味する言葉としても用いられている。
現在、大英博物館に正面入り口から入ると広間の Great Court に出るが、それより左の展示室群は古代ギリシア、古代エジプトコーナーとなっている。ロゼッタ・ストーンは、Great Court から入ってすぐの展示室を左に30メートルほど進んだ場所に、右側の壁際におよそ2メートル立方のガラスケースに入れて展示されている。ガラスケースの横にはロゼッタ・ストーンの説明やヒエログリフの簡単な解説などが書かれている。
1972年10月にはシャンポリオンによる解読150周年を記念して、フランスのルーブル美術館で実物が1か月間展示された。
日本国内では1985年（昭和60年）以来、東京大学総合図書館1階のラウンジでロゼッタ・ストーンの碑面レプリカが展示されている。その他古代オリエント博物館、岡山市立オリエント美術館、中近東文化センター附属博物館、中央大学図書館、ルーブル彫刻美術館などでレプリカが展示されている。古代オリエント博物館、ルーブル彫刻美術館のものを除き、これらは全て碑面のみのレプリカである。

## 構造
フランスの遠征と1801年のイギリス軍への降伏を契機に発見された人工遺物の目録には、その頃ロゼッタ・ストーンは「ロゼッタで発見された…（中略）…3つの碑文をもつ黒い花崗岩」と記載されている。ロンドンに運び込まれてしばらくの間、この石柱に彫られた碑文には読みやすくするために白いチョークで色が塗られ、残った文字群の表面は見物客の指から保護するためにカルナウバ蝋の膜で覆いがされた。そのためロゼッタ・ストーンには黒い玄武岩と誤認されるもととなる暗い色が重なってしまった。これらの付属物は1999年に石柱が洗浄されるにあたって取り除かれ、岩本来の暗く曇ったような色合いが取り戻された。さらにはその結晶性の構造や石竹色の脈が上部の左隅に走っていることも明らかになっている。クレム・コレクションにあるエジプトの岩を試料として比較すると、上エジプトのエレファンティネ島（アスワン県）から西へ行ったナイル川西岸のティンガル山（ゲベル・ティンガル）にある小さな石切場で取れる花崗閃緑岩と密接な関係がある事もわかった。石竹色の岩脈はこの地域の花崗閃緑岩の典型的特徴であった。
ロゼッタ・ストーンは最大高で114.4 cm、最大幅で72.3 cm、最も厚い箇所が27.9 cmある。そして、3つの碑文が刻まれている。上部に古代エジプトのヒエログリフ、2番目にデモティック、最後が古代ギリシア語によるものである。表正面は磨かれ、そこに浅く文字が刻まれている。側部は滑らかにされているが、背部にはあまり手が入っていない。おそらくは、石を正立させると背面は見えなくなるためである。

### 柱の原型

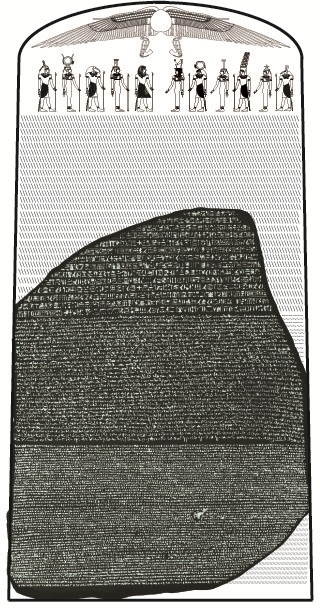
推測される柱の原型

ロゼッタ・ストーンはより大きな石柱の断片の一つだが、後にロゼッタでおこなわれた調査では残りの部分は見つかっていない。損傷しているため、3つの文章のうち完璧な状態で残っているものはない。上部に記されているエジプトのヒエログリフで書かれた文章が最も欠落が激しく、わずかに最後の14行のみが読み取れる。右側の文章は全て失われており、左辺に12行が残っている。続くデモティックの文章は最も良い状態で保たれており、32行あるうち、右辺にある最初の14行がわずかに欠けている。最後に記されたギリシア語の文章は54行あり、最初の27行は全文が残っている。残る箇所はロゼッタ・ストーンの右隅が斜めに割れているせいで行が進むごとに断片的になっている。

ロゼッタ・ストーンが破断される前のヒエログリフで書かれた文章の全長と本来の石柱全体の大きさは、同じ寸法でつくられた現存する石柱をもとに推計が可能である。わずかに時代が遡るプトレマイオス3世の在位中である紀元前238年に出されたカノプス勅令の碑文は高さが219 cm、幅が82 cmであり、ヒエログリフで36行、デモティックで73行、ギリシア語で74行の文章からなっている。これはロゼッタ・ストーンと同程度の長さである。こういった比較によって、ヒエログリフの碑文が14-15行、長さにして30 cmがロゼッタ・ストーンの上部から失われているのではないかという推測が成り立つ。またカノプスの石柱のように、碑文だけではなく有翼の円盤を冠した神々に迎える王の姿がおそらく描かれていたという事が言える。こういった相関やロゼッタ・ストーンそのものに記された「柱」を意味するヒエログリフの記号（ガーディナーの記号表でいうO26
| O26 |

）は、もともと丸い頂部があったことを示唆している。そしてもともとの柱の高さはおよそ149 cmだったと推計されている。

## メンフィス勅令とその背景
石柱が立てられたのはプトレマイオスが即位した後であり、彫られた碑文は新たな統治者を神聖な対象として崇拝する事をうたったものである。この勅令はメンフィスに集った聖職者たちの会議をもとに発布されている。この日はマケドニア暦でいう「4Xandicus」にあたり、エジプト暦では「18Meshir」、西暦では紀元前196年3月27日となる。この年はプトレマイオス5世が在位して9年目であり、同じ年に司祭をつとめた4人の聖職者の名で正式に認められた。アレクサンドロス大王からプトレマイオス5世までの5人の王に礼拝を行う司祭 (Aëtus son of Aëtus) を筆頭に、残りの3人の名も部分的に碑文から読み取ることができる。それぞれベレニケ2世（プトレマイオス3世の妻）、アルシノエ2世（プトレマイオス2世の姉であり妻）、アルシノエ3世に礼拝を行う者たちだった。しかし、もう一つの日付がギリシア語とヒエログリフの文章にあり、この日はプトレマイオスの即位を公式に祝う紀元前197年11月27日にあたる。デモティックによる碑文はこれと矛盾していて、勅令の日も祝日も3月になっている。なぜこのような食い違いが起こるのかは定かでないが、勅令が出されたのが紀元前196年のことであり、プトレマイオス王が再びエジプトを統べたことをふまえていることは確かである。
勅令が出されたのは、エジプトの歴史における混乱の時代だった。プトレマイオス4世と、その妻にして姉のアルシノエ3世の子であるプトレマイオス5世（紀元前204-181年に在位）は、両親が急死したために5歳で王となった。当時の史料によれば、両親はプトレマイオス4世の情婦であったアガトクレアの企み（陰謀）によって殺された。陰謀を企てた者たちはうまくプトレマイオス5世の後見人となりエジプトを支配したが、2年後にはトレポレモスが反乱を起こした事でそれも終わりを迎え、アガトクレアとその家族はアレクサンドリアで群衆の暴行を受けて殺された。一方でそのトレポレモスもメンフィス勅令の時代に大老役を務めたアリストメネスによって紀元前201年に後見人の立場を奪われている。
エジプト国外に及ぶほどの政治的権力はプトレマイオス朝の国内問題を悪化させた。マケドニア王ピリッポス5世はアンティオコス3世とエジプトが海外に持つ領土を分割する協定を結び、カリアとトラキアの島や都市を次々に占領していった。一方で紀元前198年のパニウムの戦いの結果、ユダヤをはじめとしたコイレ・シリアがプトレマイオス朝からセレウコス朝の領土となった。その間もエジプトの南ではプトレマイオス4世とその後継者の在位中に起こった反乱が長期化していた。若きプトレマイオス5世が12歳にしてメンフィスで正式に即位し（実質的には7年前に王となっていた）、メンフィス勅令が出された時には対外戦争も内乱も終息していなかった。

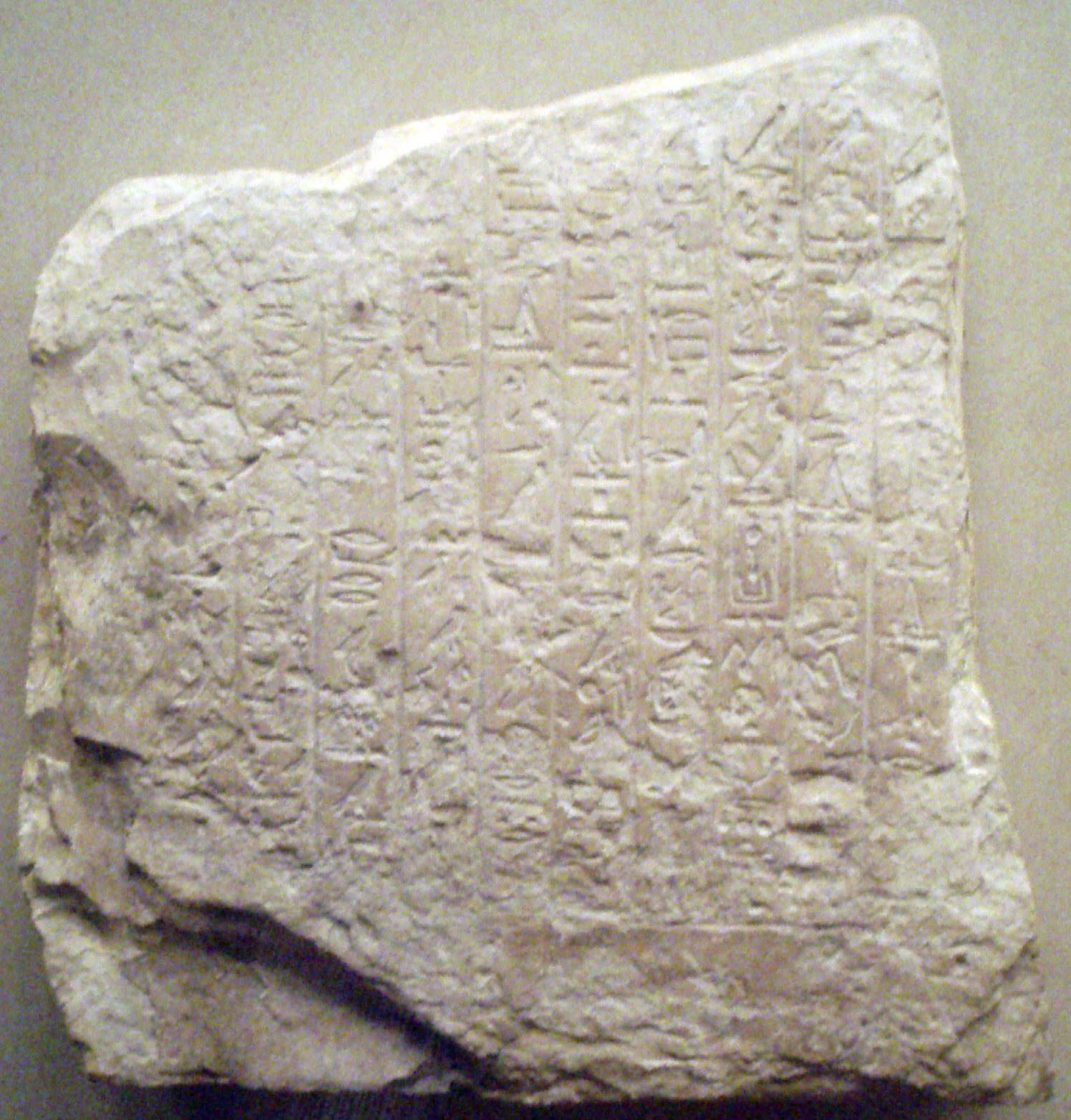
古王国時代のファラオ、ペピ2世がミンの神殿の司祭たちに免税を認めたときに寄贈された柱の断片的な史料

この柱は、支配している君主が聖職者層に税を減免した事を謝して寄贈された、いわゆる記念石柱に分類されるものでも後期に入る。ファラオたちは2000年以上にわたってこういった記念石柱を立てており、最も古いものは古王国時代にみられる。初期にはこういった勅令は王がみずから下していたが、メンフィス勅令は伝統的なエジプト文化を受け継ぐと称する聖職者の名で発布されている。プトレマイオス5世が銀と穀物とを神殿に寄贈したことや、ナイル川の水位が非常に上がった中で8年間も在位していたこと、農民達のために溢れる水をせき止めさせたことを勅令は記している。こうした特権の礼として、聖職者たちは王の誕生日や即位日を毎年祝うことや、エジプト全土で他の神々とともに王に仕えることを約束した。勅令は結論にかえて、プトレマイオス朝で用いられていた、「神の文字」（ヒエログリフ）、「文書の文字」（デモティック）、「ギリシア人の文字」で彫られたこの文書の写しを、全ての神殿に収めることを命じている。
聖職者の歓心を買っておくことはプトレマイオス朝の王たちにとり人心をうまく安定させ支配するためにきわめて重要だった。王が即位するメンフィスの高僧はとくに有力であり、この時代の宗教における権威的な存在として王国全土で影響力をもっていた。プトレマイオス朝の治世における行政の中心地であり、古代エジプトではアレクサンドリア以上の都であったメンフィスで勅令が公布されたことを考えると、若き王が高僧たちの積極的な支持を得ることに腐心していたのは明らかである。しかしアレクサンドロス大王の征服以来、エジプトはギリシア語の話者を抱えており、先行する2つ同様にこのメンフィス勅令も、読み書きのできる聖職者を介さなければ一般人には理解できない言葉が並んでいた。
この勅令に決定的な英訳がひとつとして存在しない理由として、3つの原文の違いがかなり細かいといった点や現在では古代の言語の理解がかなり進んでいる点が挙げられる。今日のすぐれた翻訳にはR.S.シンプソンによるデモティックをもとにしたものがあり、大英博物館のウェブサイト上で読むことができる。これと、「プトレマイオスの会堂」（1927年）におさめられているエドウィン・ベヴァンによる全訳とを比較する事が可能である。そして後者はギリシア語をもとにしたものだが、脚注のなかでヒエログリフ、デモティックの文章との相違について触れている。

## 碑文の内容
ヘレニズム期のエジプト・プトレマイオス王朝のプトレマイオス5世エピファネス施政下の紀元前196年に開かれたメンフィスの宗教会議の布告を書き写したものである。同一の内容が、エジプト語は神聖文字（ヒエログリフ）と民衆文字（デモティック）、ギリシア語はギリシア文字で刻まれている。ギリシャ語部分は次のように書き出されている。
«Βασιλεύοντος τοῦ νέου καὶ παραλαβόντος τὴν βασιλείαν παρὰ τοῦ πατρός...» （新しい王は、王の父から王位を継承した...）
その内容は、プトレマイオス5世を称え、プトレマイオス5世などに対する皇帝礼拝の実施方法を記したものである。
| 「 | 父の王位を継いだ若き者、王の中で最も傑出したる者、エジプトの守護者、神々にどこまでも忠実に仕え、敵に対し常に勝利を収め、王国全土に文明をもたらした……不死なる統治者、プタハ（エジプトの創造神）に愛されたる者であるプトレマイオスは、その治世第9年にあたりこの勅令を発布した……祭司長、占い師、神殿の侍者、王の扇持ち、神殿の書記、各地の聖所で奉仕する神官は、プタハに愛されたる不滅の王プトレマイオスの即位を祝うため王国全土から招集された。……神なる両親から生まれ、自身も神である者、エジプト全土の聖所とそれに仕える者たちに対して寛大で、自ら歳入の一部を彼らの給与や食料に充て、神殿の繁栄に努める者、プトレマイオス。彼は治世中、すべての者が富み栄えるために民の税を軽くした。国家に対して債務を負っていた数他の者たちを、それから解放した。投獄されていた者、裁判を待っている者たちに恩赦を与えた。エジプトへの侵入を企てる者たちを撃退するために軍馬、歩兵隊、海軍を備え、国家安全のために膨大な経費や穀物を費やした…… | 」 |

なお、同様の内容の碑文がダマンフールから発見されているため、ロゼッタ・ストーンから一部欠落した部分をほぼ補うことが可能である。

### 再発見まで
石柱は、発見地であるラシード（ロゼッタ）の街で作られたのではないことはほぼ明らかであり、より内陸に位置する神殿、おそらくはサイスという王都のものである。しかし東ローマ帝国のテオドシウス1世が非キリスト教の礼拝所の閉鎖を命じた392年ごろに、柱がもともとあった神殿も閉じられた可能性が高い。もとの石柱は何カ所かで砕けており、その最も大きい破片を今日ではロゼッタ・ストーンと呼んでいる。後に古代エジプトの神殿は新築するための石切場として使用されたが、ロゼッタ・ストーンもおそらくは同じように再利用された。さらに時代が下るとマムルーク朝のスルタン、カーイトバーイ（1416から18年ごろから1496年）がナイルのラシード支流にあるボルビティネを守るために建てた要塞に使われた。こうしてロゼッタ・ストーンは再発見されるまでに少なくとも3つの国々をまわることになる。
ロゼッタ・ストーンが発見されて以後、メンフィスの勅令を碑文にしたものは他にも2つほど見つかっている。フィラエ神殿で見つかった碑文と柱がそれにあたるが、ロゼッタ・ストーンのようにヒエログリフの碑文が比較的無傷で残されているわけではない上、この勅令の写しが発見されるはるか以前にロゼッタ・ストーンの言葉が解読されており、ウォリス・バッジをはじめとした後のエジプト研究者たちがこれらの碑文に取り組んだのも、ロゼッタ・ストーンの失われた箇所に使われているに違いないヒエログリフの文字群をさらに詳しく明らかにするためだった。

## 再発見

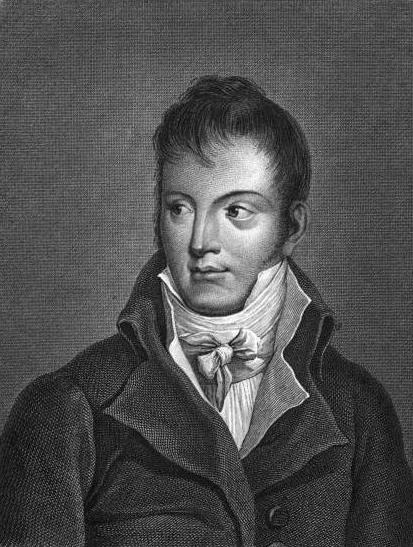
ミシェル・アンジュ・ランクレ

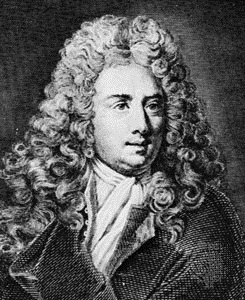
碑文を翻刻するときとは若干異なる方法を採ることにしたのはアントワーヌ・ガランである

ナポレオンが1798年にエジプトで軍事行動を行う際、遠征軍には科学芸術委員会が随行した。これは167人の技師からなる「学者」(savants) の一団であった。
1799年7月15日、エジプトの港湾都市ラシード（西洋名ロゼッタ）の北東数マイルにあるジュリアン要塞の守りをフランス軍兵士が固める中、ピエール＝フランソワ・ブシャール大尉は味方が押さえていない土地で碑文のはいった岩盤を見つける。そしてすぐにそれが重要なものかもしれないと気づき、たまたまロゼッタに来ていたジャック=フランソワ・メヌー将軍に報告した[A]。この発見はナポレオンがカイロに創設したエジプト研究所 (Institut d'Égypte) も知るところとなり、研究員のミシェル・アンジュ・ランクレによる発表で、この岩盤には3つの碑文が書かれていることが明らかにされた。最初のものがヒエログリフ、最後のものがギリシア語であり、同一の文章が3度繰り返されていることがうかがわれた。
1799年7月19日と日付の入ったランクレの報告書は、25日にはもう研究所の会議で読み上げられ、発見物も学者による調査のためカイロに運ばれた。この遺物は、すでにla Pierre de Rosette、つまりロゼッタ・ストーンと呼ばれるようになっていた。それをナポレオン自身が検分したのはフランスへと戻った直後の1799年9月だった。
この発見は9月にはフランス遠征軍の公報「エジプト便り」にも載せられた。匿名の報告者はロゼッタ・ストーンがいつかヒエログリフ解読の鍵になるだろうという希望を述べている[A]。1800年には科学芸術委員会の技師3人が岩盤の文章を写す方法を考案するが、その内の1人こそ植字工であり天才的な言語学者でもあるジャン＝ジョゼフ・マルセルだった。そしてマルセルは中央の文章がもとはシリア語である可能性に最初に気づいた人間として名前を残している。実際にはエジプトのデモティックの書記法で書かれていたのだが、これはまれに碑文として岩などに彫られる文字であり、そのため当時の学者たちが目にすることはほとんどなかった。そして芸術家であり発明家だったニコラス=ジャック・コンテがロゼッタ・ストーンそのものを版木に使う方法を考えだす。できあがった複製はチャールズ・ドゥグア将軍によってパリに運ばれ、ついにヨーロッパ中の学者が碑文を目にし、解読を試みることができる状況が整った。
ナポレオンがエジプトを去った後、フランス軍はイギリスとオスマン・トルコの攻撃を18か月以上も耐え続けた。1801年3月、イギリス軍がアブキールに上陸した。応戦したフランス軍を指揮するのは、1799年に初めてロゼッタ・ストーンをみた人物であるジャック=フランソワ・メヌー将軍だった。技師たちを連れたメヌーの部隊は敵を目指し地中海沿岸を北へ進み、同時にあらゆる種類の古代の遺物と一緒にロゼッタ・ストーンを運搬した。しかし戦いに敗れ、メヌーと残兵はロゼッタ・ストーンのあるアレクサンドリアまで退却した。街には敵が殺到し、包囲された将軍は敗戦を認めて8月30日に降伏した。

## フランスからイギリスへ

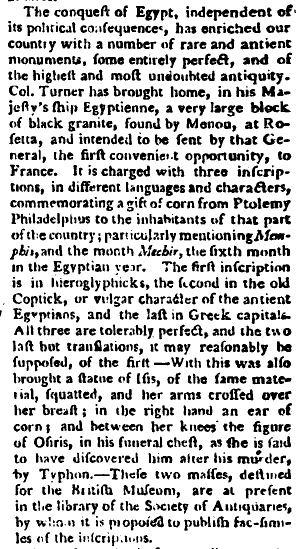
イングランドにロゼッタ・ストーンが持ち込まれたことを報じた記事（ジェントルマンズ・マガジン、1802年）

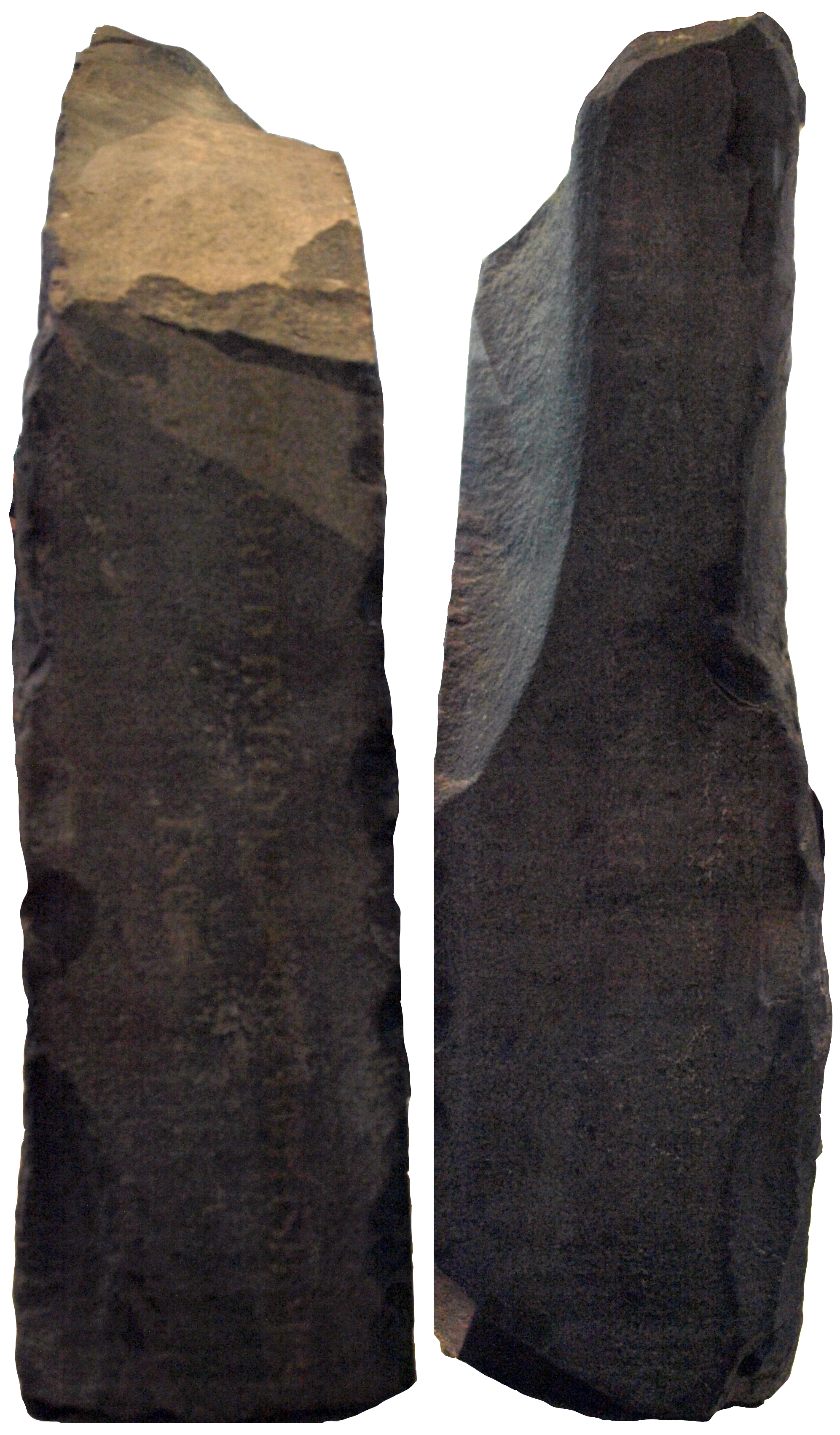
ロゼッタ・ストーンの両側には英語で銘が刻まれている

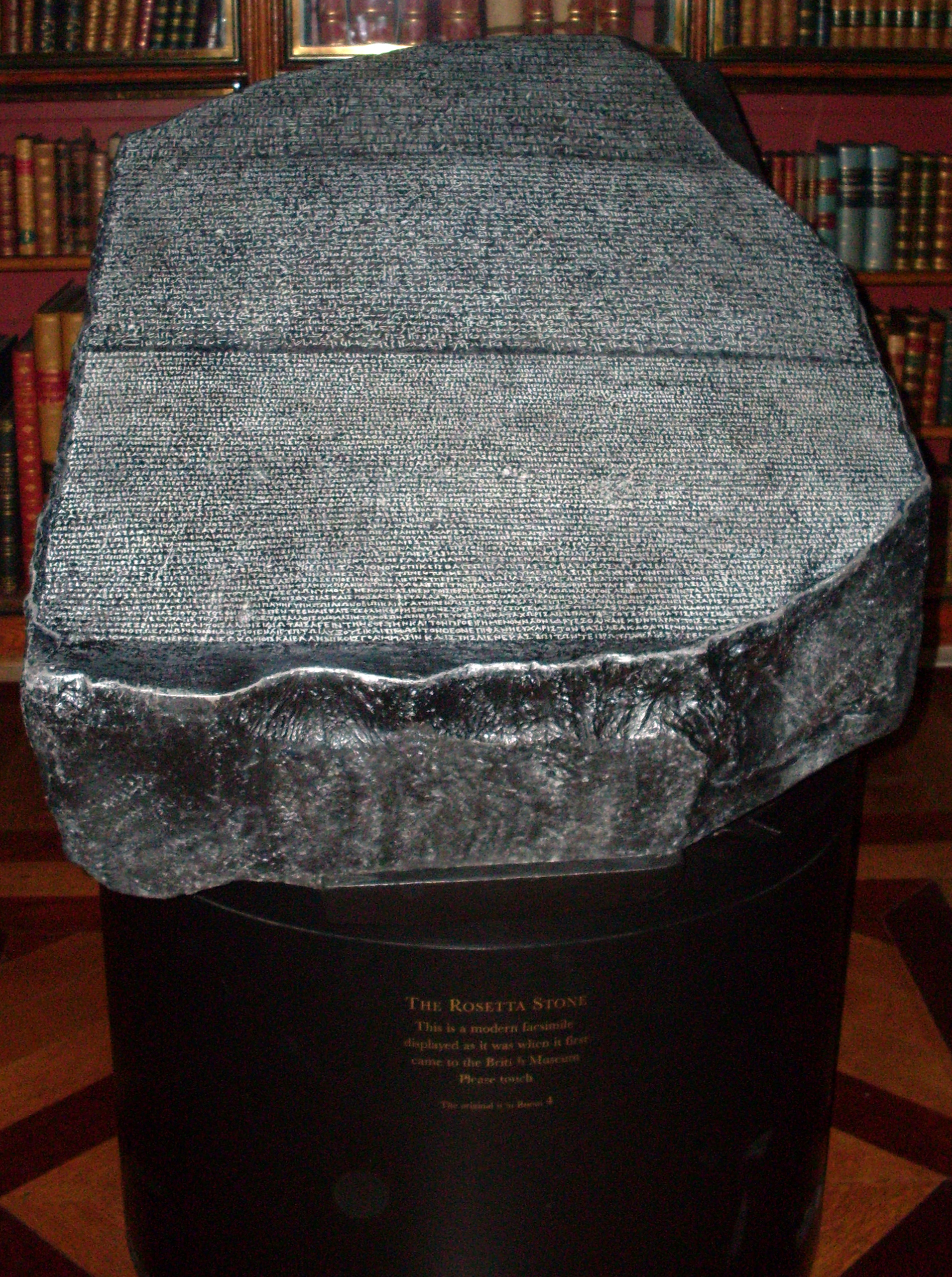
本来展示されていた通りのロゼッタ・ストーンのレプリカ（大英博物館のキングス・ライブラリ）

メヌー将軍が降伏すると、フランスがエジプトで発見した考古学的、科学的な蒐集物の命運についての論争が巻き起こった。技師たちが集めた人工遺物や生物標本、書や図、絵などは研究所に帰属すると主張したメヌーは、それらをイギリスに譲渡することを拒絶した。しかしイギリスの将軍ジョン・ヘリー＝ハッチンソンもそれが手渡されないうちは街を解放することはないと応じている。新たにイギリスから到着した学者のエドワード・ダニエル・クラークとウィリアム・リチャード・ハミルトンはアレクサンドリアのコレクションの調査をとりつけ、フランスが明らかにしていない遺物がまだ大量にあると主張した。本国への手紙のなかで、クラークはこう書いている。「言い表すどころか思い描くことさえできないほど多くの文物を発見した」。
ハッチンソンが全てイギリス国王の財産だと主張すると、フランスの学者エティエンヌ・ジョフロワ・サンティレールは、クラークとハミルトンを前にアレクサンドリア図書館の破滅という不気味な例えをだし、引き渡すぐらいなら発見したものはみな焼き払うといった。イギリス人の学者2人はこのフランス人の言い分に抗弁したが、ついには自然科学の対象となるような事物は学問の私的な財産になると認めるにいたった。メヌーはすぐにロゼッタ・ストーンもそうだと主張し、それを認めてフランスに持ち帰らせることをもとめた。やはりロゼッタ・ストーンの得がたい価値に気づいていたハッチンソン将軍はそれを退けている。しだいに議論は煮詰まり、文物の輸送はアレクサンドリアの降伏文書に代表者が署名したイギリス、フランス、オスマン・トルコの2つの国が協同であたることになった。
ロゼッタ・ストーンがなぜイギリスの手に渡ったのか、今日の説明は錯綜していて正確なところは明らかでない。イギリスまでそれを護送したトムキンス・ヒルグローブ・ターナー大尉は後に、メヌー将軍から直接それを奪い取り、砲架車で運んだと語っている。さらに詳しいエドワード・クラークの証言によれば、フランスの「士官と研究所の所員が」クラークとその学生ジョン・クリップス、ハミルトンをひそかにメヌー将軍の住居の裏に連れて行き、ロゼッタ・ストーンが将軍の軍用行李のなかで保護布に隠されていることを暴露したという。またクラークは、この遺品がフランス軍の兵士の目にとまれば盗まれてしまうと情報提供者が恐れていたと明かしている。このことはすぐにハッチンソンに伝えられ、おそらくはターナーとその砲架車で、ロゼッタ・ストーンは持ち去られた。
ターナーは岩盤を携え、捕獲したフランスの軍艦であるHMS Egyptienneでイギリスへ向かい、1802年2月にポーツマスに到着した。ターナーは命をうけジョージ3世にロゼッタ・ストーンやその他の遺物を献上した。植民相ロバート・ホバートによればジョージ3世はそれらを大英博物館に置くように指示した。ターナーが語るところでは、最終的に博物館に並べられる前に自分が会員であるロンドン考古協会で研究者にみせるべきだとターナーが勧め、ホバートがそれに同意したという。そしてそこでの会議で初めてロゼッタ・ストーンは調べられ、議論された。1802年3月11日だった[B][H]。

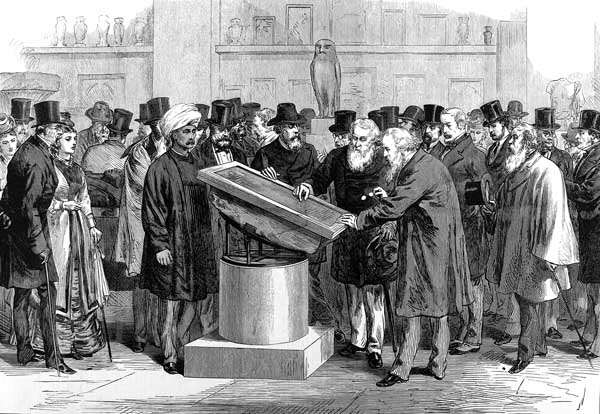
第2回国際東洋学者会議で専門家による検分をうけるロゼッタ・ストーン（1874年）

その間に学会は碑文を写し取る型板を4つつくり、オックスフォード大学、ケンブリッジ大学、エディンバラ大学、トリニティ・カレッジにそれを寄付した。その後すぐに碑文の複製ができあがり、ヨーロッパの学者たちのもとを巡った[E]。1802年の終わりまでにロゼッタ・ストーンは大英博物館に運ばれ、そこで今日まで展示されている。白く塗られた石版の左右には新たに「1801年にイギリス軍がエジプトで捕獲」、「ジョージ3世に献上される」という銘が刻まれた。
ロゼッタ・ストーンは1802年の6月以来ほぼ常に大英博物館でみることができた。19世紀の半ばには、目録に「EA24」と登録された。EAとは「エジプトの遺物」(Egyptian Antiquities) の意味である。フランス軍から奪った古代エジプトの記念物のコレクションには、ほかにネクタネボ2世の石棺 (EA10) やアムンの高僧の像 (EA81)、花崗岩でできた巨大な拳 (EA9) などがある。これらはモンタギュー・ハウスに置くにはあまりに重すぎるということがすぐにわかり、邸宅の上階が増築されて、そこに運び込まれることになった。ロゼッタ・ストーンは1834年に立体芸術の展示室に置かれた。モンタギュー・ハウスが取り壊され、いまの大英博物館の建物に変わった直後だった。博物館の記録によれば、ロゼッタ・ストーンは単独の展示品としては最多になる見学者を集めており、何十年にもわたって最も売れた絵はがきのテーマともなった。
ロゼッタ・ストーンはもともと水平ではなく少し角度をつけて展示されていた。設置するための台がつくられ、しっかりと固定できるようにその両側はごく小さく削られた。当初は保護する覆いがなく、訪問客の手が触れられていないかを案内人が確認してまわっていたが、1847年になってこの展示品をケースのなかに置く必要があると判断された。2004年からは保護されたロゼッタ・ストーンが特別製のケースに入れられてエジプト立体芸術のギャラリーの中央に展示されている。いま大英博物館のキングス・ライブラリには、19世紀はじめの訪問者たちのように、ケースもなく触ることもできる状態でレプリカが置かれている。
第一次世界大戦が終わりに近づいた1917年、大英博物館はロンドンの空襲を恐れて、ロゼッタ・ストーンを他の携帯可能な貴重品とともに金庫におさめた。ロゼッタ・ストーンは、ホルボーンそばのマウント・プリーザントにあるロンドン郵便局鉄道駅内の地下15.24メートルで2年を過ごした。戦争中をのぞけば、ロゼッタ・ストーンが大英博物館を離れたのは1度しかない。1972年の10月の1か月間、パリのルーブル美術館でシャンポリオンの「手紙」が公開されて150周年を記念し、そこで並べて展示されたのである。1999年に保全措置をとることが決まった時でさえ、作業はギャラリーの中で行われ一般には公開されたままだった。

## ロゼッタ・ストーン読解
ローマ帝国が凋落してからロゼッタ・ストーンが発見されその解読が徐々に進んでいくまで、古代エジプトの言葉と文字についての研究は皆無だった。ヒエログリフは時代が下るごとに聖職者などの一部階級のみが用いるようになり、4世紀ごろにはエジプト人でもヒエログリフが読める人間はほとんどいなかった。ローマ帝国のテオドシウス1世が非キリスト教系の寺院をすべて閉鎖させた後にはヒエログリフは不朽の存在たることをやめていた。碑文として知られる最後のものは、フィラエで発見された「エスメト-アフノムのグラフィッティ」として知られるもので、年代的には396年8月24日にあたる。
ヒエログリフはその絵画的な特徴をよく保っており、ギリシアやローマのアルファベットと鮮やかな対比があることを古代の著述家たちも強調している。たとえば5世紀には、僧侶ホラポロが「ヒエログリュピカ 」を著し、およそ200ほどの「グリフ」に注釈をほどこしている。それがいまだ多くの誤解をまねきながら権威的な読み物になっていることを考えると、本書だけでなくそれ以外の著作もエジプトの古文書を理解するうえで長い間障害になっていたといえる。9世紀から10世紀にかけて、イスラム国家となったエジプトではアラブ人の歴史家たちがヒエログリフを解読しようと試みた。イブン・ワッシーヤたちがはじめてこの古代の文字を研究し、当時のコプト人司祭がもちいていた最新のコプト語と関連づける試みをおこなった。ヨーロッパでも研究は続いたが成果は実らなかった。代表的な研究者は16世紀のヨハンネス・ゴロピウス・ベカヌスや17世紀のアタナシウス・キルヒャー、18世紀のゲオルグ・ツォエガである。そしてロゼッタ・ストーンの解読はさながら競争のような熱狂を生み出し、言語学者や東洋学者どころかその素養のない人間までもがヒエログリフに挑みはじめていた。事実トマス・ヤングもまた本職は物理学であり、言語に関してはまさにアマチュアだった。しかし1799年に発見されたロゼッタ・ストーンに決定的に欠けていた情報が、研究者たちの継統をへて次第に明らかになり、ジャン＝フランソワ・シャンポリオンがこの謎めいた文字の本質をとらえるための準備が少しずつ整っていった。

### ギリシア文字

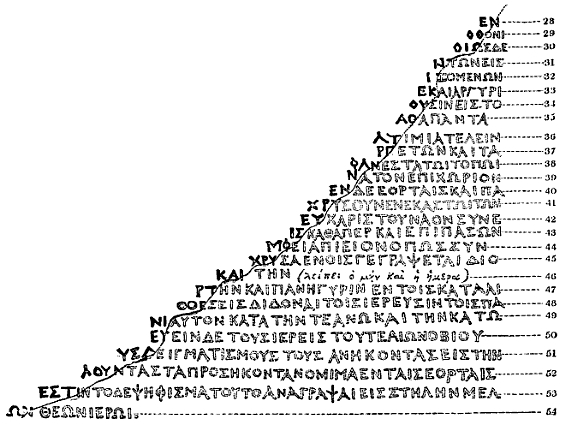
リチャード・ポーソンの提言をもとに再現されたギリシア語の文章（1803年）

ロゼッタ・ストーンに刻まれたギリシア文字の文章が解読の出発点となった。古代ギリシア語は学者たちによく知られていたが、それでもプトレマイオス朝エジプトの行政に用いられた言語という性格をもつヘレニズム時代のギリシア文字は馴染みある言語とは言えなかった。当時のパピルスが大量に発見されるのもずっと先のことだった。したがって岩盤に記されたギリシア文字に取り掛かって間もない頃の翻訳者たちは、まず歴史的な背景のほか行政や宗教の専門用語の解読に苦労することになった。1802年の8月におこなわれた考古学会の席上でスティーヴン・ウェストンが口頭で英語に翻訳した文章を読み上げたという記録が残る。それに続いて司書であり考古学者だったガブリエル・デラポルテ・デュ・テールも翻訳に取り組んだ。しかしすぐにナポレオンの命令をうけ他国へ派遣され、未完の仕事は同僚であるユベール＝パスカル・アメリオンに託された。1803年に初めてギリシア語の箇所をラテン語とフランス語に翻訳して出版したアメリオンの仕事は、またたくまに広く出回り評価を受けた[F]。ケンブリッジでは、古代ギリシャ語研究で知られるリチャード・ポーソンがロゼッタ・ストーンに欠けた右下隅に書かれていたはずの文章を再現する仕事に取り組んでいた。ポーソンが巧みに復元したギリシア文字の碑文は、すぐにその複製とともに考古学会で配布された。ゲッティンゲンではほぼ同時期に、古代ギリシアの研究者であるクリスティアン・ゴットロープ・ハイネがその複製をもとに翻訳に取り組んでおり、アメリオンよりも優れた新たなラテン語訳を完成させた。ウェストンがかつて行った英語への翻訳がはじめて出版されるのと同時に、1803年には考古学会によってハイネの翻訳も再版され[G]、ターナー大尉や他の文献が語るように、1811年の「アルケオロジア」で特集が組まれた[H]。

### デモティック

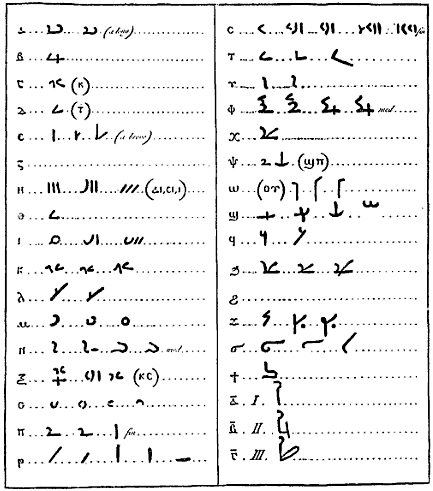
ヨハン・ダヴィド・オーケルブラドによるデモティックの表音文字とそれに相当するコプト語の表（1802年）

スウェーデンの外交官であり学者でもあったヨハン・ダヴィド・オーケルブラドが取り組んでいたのは、ロゼッタ・ストーン発見当時はほとんど知られておらず、やっといくつかの資料がエジプトで発見されはじめていた、後にデモティックとして知られる文字である。オーケルブラドはそれを「筆写体のコプト語」と呼んでいた。後世のコプト語の文字とはそれほど類似点を持っていなかったが、オーケルブラドはデモティックがコプト語の形式 (form) をとどめていると確信していたし、実際にコプト人は古代エジプト人の直系の子孫である。オーケルブラドとこの仕事について議論を交わしてきたフランスの東洋学者、シルヴェストル・ド・サシは1801年に内務大臣のジャン＝アントワーヌ・シャプタルからロゼッタ・ストーンの初期の石版画の1つを受けとり、その中央の言葉が自分たちが取り組んでいるのと同じ文字で書かれていることに気づいた。ド・サシもオーケルブラドも中央の文章に焦点をあてて解読に取りかかると同時に、この文字がアルファベット式の記号であるという仮説を立てていた。2人はまずギリシャ語と比較することで、この未知の文章のなかでギリシア人の名前があるはずの位置を特定しようと試みた。1802年、ド・サシは5つの名前を探り当てることに成功したとシャプタルに報告している。すなわち、「アレクサンドロス」、「アレキサンドリア」、「プトレマイオス」、「アルシノエ」、プトレマイオス5世の異名「エピファネス」である。一方オーケルブラドも、デモティックの文章のなかのギリシア人の名前から29個の字母を特定したと発表した（そしてそれは半分以上が正確なものだった）[D]。しかしデモティックの文章にはまだ識別されていない字があり、今では周知のことだが、そこに含まれる表音文字以外の表意文字やその他の記号を2人は突き止めることはできなかった。

### ヒエログリフ
オーケルブラドがトマス・ヤングを自分の後継者と名指したように、ド・サシも次第に研究から離れていくが、彼はロゼッタ・ストーンの解読にもう1つ貢献をすることになる。1811年に漢字について中国人の学生と交わした議論に刺激をうけたド・サシは、ゲオルグ・ツォエガが1797年に提出した仮説に向かい合った。古代エジプトのヒエログリフによる碑文には外国人の名前は発音通りに書かれているのではないかというものである。かさねてド・サシは思い返したのは、1761年にジャン＝ジャック・バルテルミが提議した、ヒエログリフの碑文中でカルトゥーシュで囲まれている文字列は固有名ではないか、という説である。トマス・ヤングが1814年にロゼッタ・ストーンのことを手紙に書くと、ド・サシはヒエログリフの文章を読んでみるようにと返事を送っている。そしてヤングに、ギリシア人の名前を囲んでいるだろうカルトゥーシュを探し、そこで表音文字の特定に挑むように勧めている。

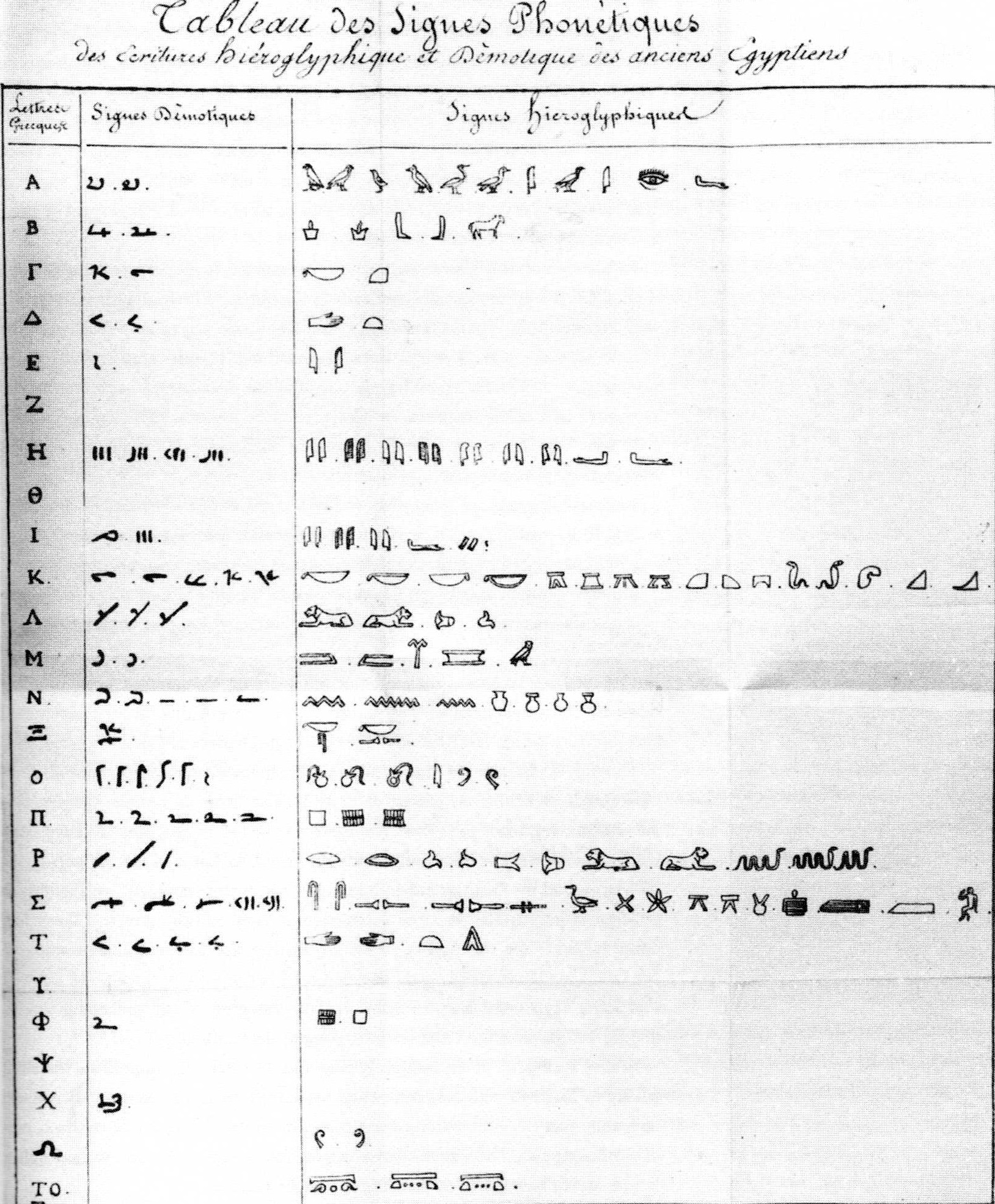
シャンポリオンによるヒエログリフの表音文字とそれに対応するデモティックとコプト語の表（1822年）

ヤングはそれらを実際に試してみた。そして得られた2つの成果はどちらもロゼッタ・ストーンの最終的な解読への道を道らしくするものであった。ついにヤングはヒエログリフの文章に音標文字の「p t o l m e s」（今日の転写では「p t w l m y s」）を発見する。それはギリシア人の名前である「プトレマイオス」を書き取るために使われていた。そしてもうひとつ、これらの文字はデモティックの体系における等価物と似ていることにもヤングは気づいていた。続けて碑文のヒエログリフとデモティックの文章のあいだに80もの類似点が見つけだされ、2つの文字はまったく別個のものだと考えるかつての認識を覆す重要な発見につながった。こうしてデモティックは部分的にのみ表音文字であり、ヒエログリフに似た表意文字も含まれているという推論にヤングはたどりつく[I]。そしてその推論は正しいものだった。彼が1819年に「ブリタニカ百科事典」に寄稿した長大な「エジプト」の項目に載ったこの新たな洞察は、実際ほぼ完璧なものだった。しかし言い換えれば、ヤングはそこから先には進むことはできなかった[J]。言語学の専門的な知識を持たなかったヤングには体系が欠けていたという言い方もできる。
1814年にヤングははじめてジャン＝フランソワ・シャンポリオンとロゼッタ・ストーンをテーマに文通を交わす。シャンポリオンは当時グルノーブル大学の教授であり、学術的に古代エジプトの研究を行っていた。1822年にヒエログリフとギリシア語で書かれた短い碑文の写しをシャンポリオンは手にする。そのフィラエの神殿でみつかったオベリスクに刻まれた文章の写しにはウィリアム・ジョン・バンクスがためらいがちに「プトレマイオス」と「クレオパトラ」という名前がどちらの言語にもあった、と記していた。シャンポリオンはこれを読み、k l e o p a t r a という表音文字を識別した（今日の転写ではq l ī w p ꜣ d r ꜣ.t）。この発見と、ロゼッタ・ストーンに刻まれた外国人の名前に関する仮説をもとに、ヒエログリフの表音文字の字母が構造立てられるまで時間はかからなかった。それは彼の手書きの図表からも明らかにみてとれる。この表はパリの碑文－文芸アカデミーの学長であったボン゠ジョゼフ・ダシエに宛てて1822年に書かれた手紙「ダシエ氏への手紙 Lettre à M. Dacier」に同封され、すぐさまアカデミーによって出版された。この「手紙」に書かれた字母の図表や本文だけでなく、シャンポリオンがつけた補遺こそがエジプトのヒエログリフ読解の歴史における突破口となった。ギリシア人の名前だけでなく、現地のエジプト人の名前にも類似した表音文字が現れるように思われる、と手紙には付け加えられていた。続く1年間で、シャンポリオンはこの考えが正しいことを確信した。ジャン・ニコラ・ユイヨに送ってもらった、アブシンベル神殿でバンクスが写しとったはるか古代のヒエログリフの碑文に、カルトゥーシュで囲まれた「ラムセス」、「トトメス」というファラオの名前を特定したのである[M]。このとき、ロゼッタ・ストーンとエジプトのヒエログリフの物語は歴史の分岐点を迎えた。シャンポリオンは初めて古代エジプトの文法を本にまとめたり、ヒエログリフの辞書を作るなど多くの仕事をなし、どちらも彼の死後に出版された。

### 後世の研究

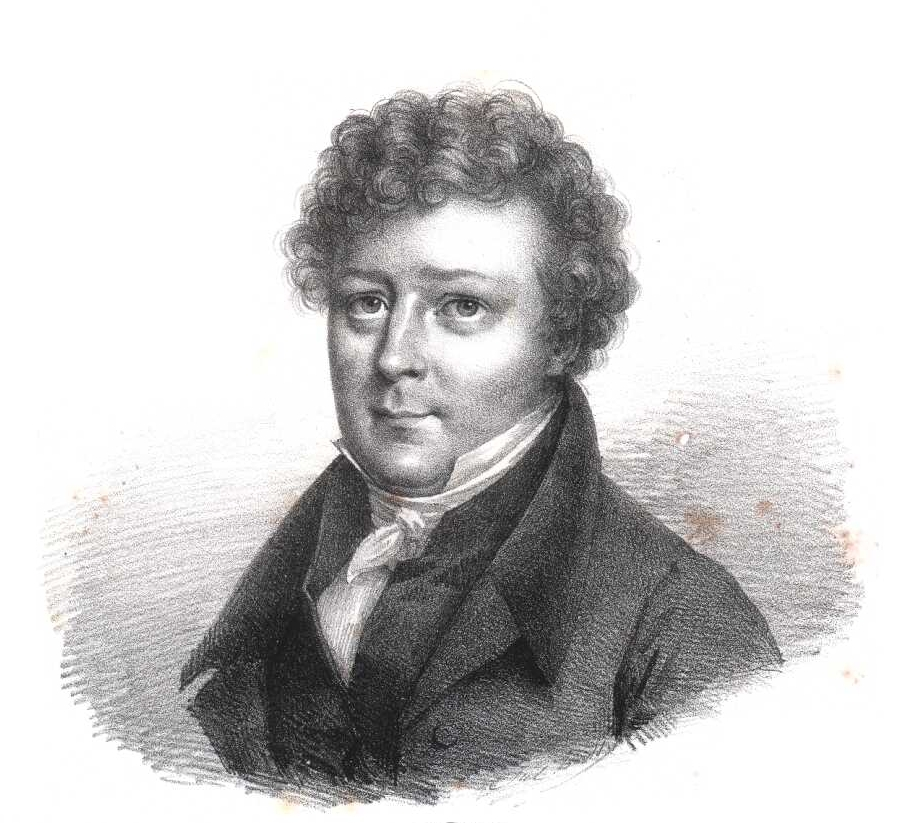
ジャン＝アントワーヌ・ルトロンヌは碑文研究の中興の祖とも称される

研究の主眼はもはや文章とその背景の完全な理解以外になく、そのために3つの文章をそれぞれと重ねては比較するということが繰り返された。1824年には古典学者のジャン＝アントワーヌ・ルトロンヌがシャンポリオンのために新たにギリシア文字の文章を逐語訳する用意があると請けあっている。それに対してシャンポリオンは3つの文章の相違点をすべて洗い出すことを約束している。その後シャンポリオンは1832年に急死し、分析の成果が遺稿として見つかる事もなかったため、ルトロンヌの研究は頓挫した。しかし、かつてシャンポリオンに師事し、助手も務めていたフランソワ・サルヴォリーニが1838年に死ぬと、ルトロンヌが約束していた分析やそのほか欠けていた原稿がサルヴォリーニの論文にもちいられていることがわかった（サルヴォリーニ自身が1837年にこの論文を出版していたが、はからずもそれは剽窃であることが実証された[O]）。こうしてシャンポリオンの遺稿をものにしたルトロンヌはついにギリシア文字の文章への注釈や新しいフランス語訳を完成させる。およそ1841年のことである。1850年代には2人のエジプト学者がデモティックとヒエログリフの文章を土台にラテン語訳の改訂を行った。ドイツ人のハインリヒ・ブルクシュとマックス・ユーレマンによるものだった[Q][R]。初めての英語訳がペンシルベニア大学の有志3名によって行われたのはその後の1858年のことである[S]。
3つの文章のうち、どの文字を翻訳元にして他の文章が書かれたのかという問題については、いまも決着をみていない。ルトロンヌは1841年に、ギリシア語のものが最初に書かれたことを証明しようとしている（プトレマイオス朝エジプトの行政に用いられていたため）[P]。近年の研究者では、ジョン・レイが「ロゼッタ・ストーンにあってはヒエログリフこそが最も重要な文字である。なぜなら聖職者たちに比せられることのないほどの叡智をそなえた神が読むためにヒエログリフがあるのだから」と述べている。またフィリップ・デルシャンとハインツ・ヨーゼフ・ティッセンは3つの文章はすべて同期に構築されている、と主張している。あるいはスティーヴン・クワークのように勅令が「3つの言葉の伝統が生き生きと複雑にからみあっている」ものとみる論者もいる。リチャード・パーキンソンの指摘によれば、ヒエログリフの文章は古風な形式からは逸脱しており、ときには聖職者が日常生活で広く用いていたデモティックの言葉に非常な接近をみせる箇所さえある。3つの文章が逐語的には対応していないという事実は、なぜロゼッタ・ストーンの解読は当初予想されていた以上に困難だったのかという問いに答えるよすがとなる。つまりそうした学者たちの楽観こそが言葉と時代をまたがって古代エジプトのヒエログリフにかけられた鍵だった。

### ライバル

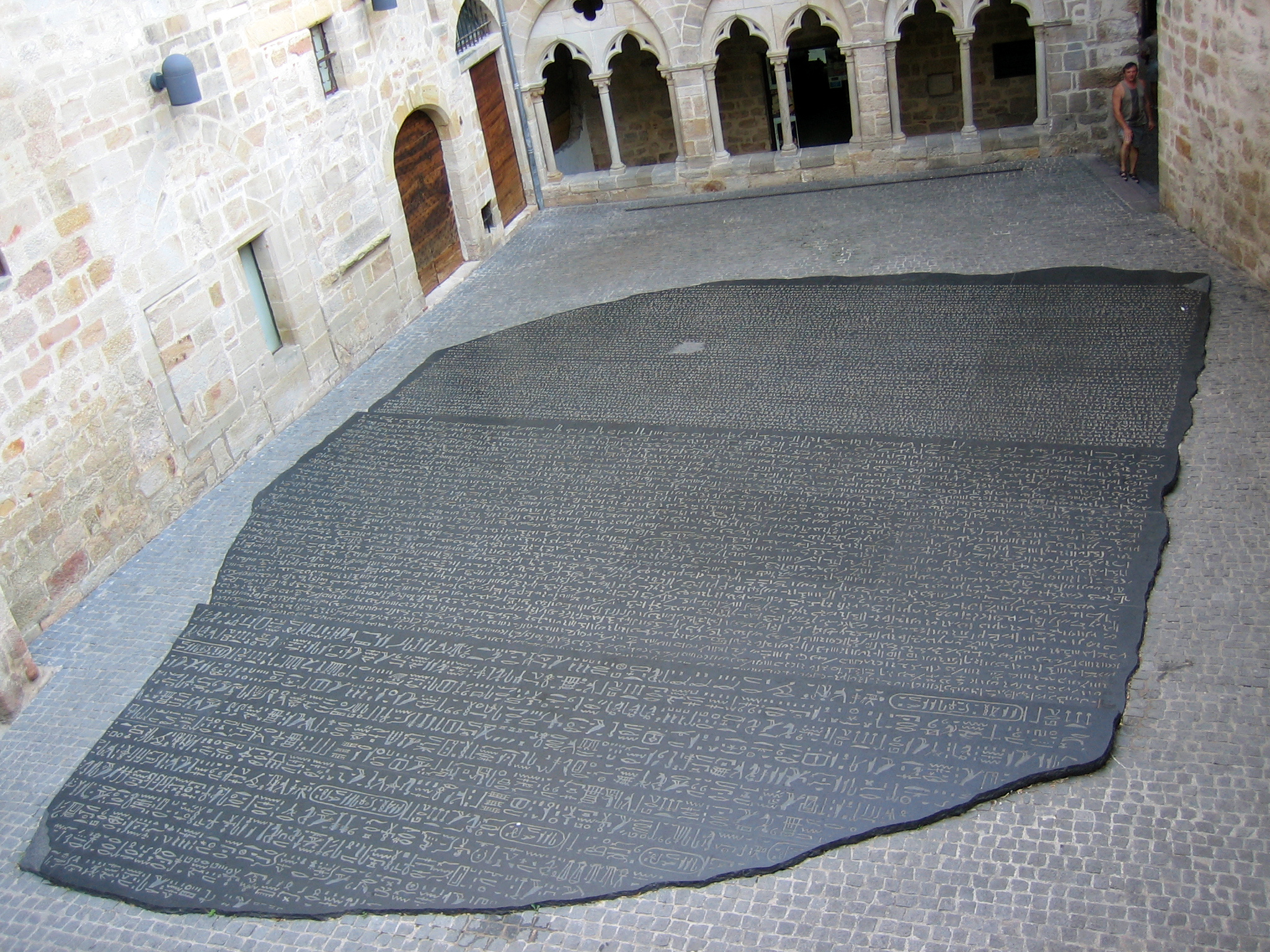
ジョセフ・コスースによる巨大なロゼッタ・ストーンの複製品。シャンポリオンの生地、フランスのフィジャックで

サルヴォリーニの一件以前にも、先行研究とその盗作の問題はロゼッタ・ストーンの解読史に顔をのぞかせていた。トーマス・ヤングの研究はシャンポリオンが1822年に出した「手紙」によって広く認められたのだが、イギリスの批評家たちはその評価では不十分であるとした。たとえばジェームス・ブラウンは、ヤングが1819年に寄稿した「ブリタニカ百科事典」の編集者の1人だが、1823年の「エディンバラ・レビュー」に匿名で何度も評論を書き、そこでヤングの研究を高く評価するとともに、「はしたなくも」シャンポリオンがそれを剽窃したのだと断言している。一連の文章はユリウス・ハインリヒ・クラプロートによって仏訳され、1827年には書籍として出版された。ヤングその人について1823年に出した本もその功績を再認するものだった[L]。ヤングが1829年、シャンポリオンが1832年に亡くなるが、この早すぎる死も論争に終止符を打つものではなかった。ロゼッタ・ストーンについての確かな研究書を著した大英博物館のキュレーター、E.A．ウォリス・バッジは1904年に出版した本のなかで、ヤングの功績をことのほか重視しており、シャンポリオンへの評価とは対照的だった。1970年代のはじめには大英博物館を訪れるフランス人たちが、展示パネルにかかったシャンポリオンの肖像画は隣のヤングと比べると小さいと不平をこぼすことがあった。そしてイギリス人の不満はちょうどその反対だった。実際にはどちらの肖像画も同じ大きさだった。

## エジプトへの返還要請

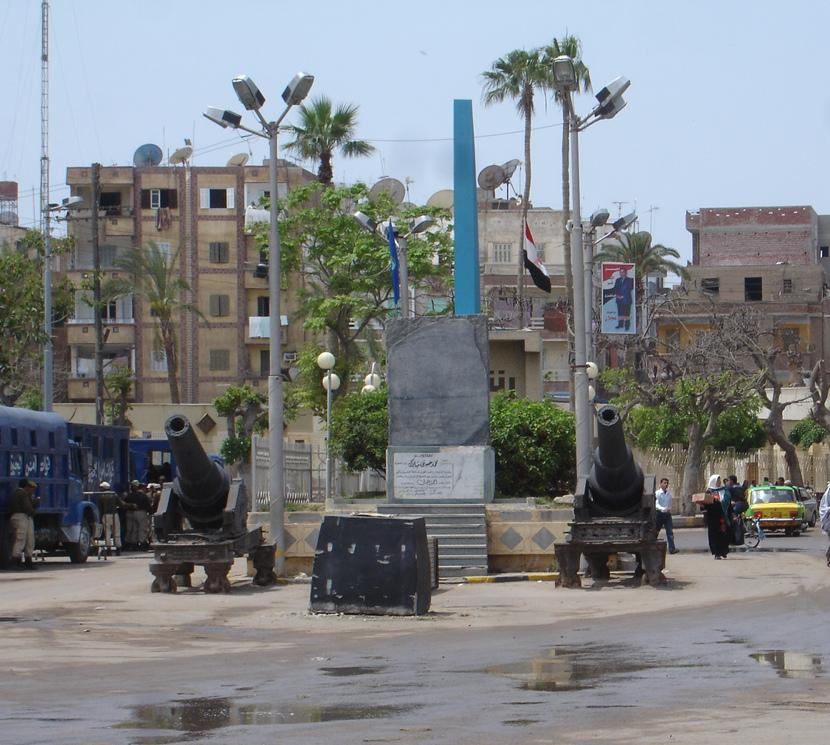
ラシードにあるロゼッタ・ストーンのレプリカ（エジプト）

大英博物館が創立250周年を迎えた2003年7月、エジプトはロゼッタ・ストーンの返還を要求した。エジプト考古最高評議会長のザヒ・ハワスは、石柱がエジプトに帰る時ではないかとたたみかけるようにレポーターに問いかけた。「イギリスが歴史に見放されたくないならば、名誉を回復したいのならば、自発的にロゼッタ・ストーンを返還すべきだ。我々エジプト人が、エジプト人であることのアイコンなのだから」。2年後にはパリでもこの提案を繰り返している。このときはエジプトの遺産として重要な文化財を7つあげ、そこにはロゼッタ・ストーンやベルリンのネフェルティティの胸像もふくまれていた。2005年に大英博物館はエジプトに原寸大のロゼッタ・ストーンの複製を寄贈して、はじめ改築されたラシード国立博物館で展示されていた。ロゼッタ・ストーンが発見されたのにほど近い場所である。2005年の11月にはハワスはロゼッタ・ストーンを3か月借り入れることを提案している。2013年に公開されるギザの大エジプト博物館に展示するために、大英博物館がこの提案を受け入れるならば恒久的な返還という要求は取り下げるとハワスは2009年の12月に宣言している。
ジョン・レイがいうように、「ロゼッタで過ごしたよりも長い時間をロゼッタ・ストーンが大英博物館で過ごしたことになる日が来るのかもしれない」。ロゼッタ・ストーンのような世界的に意義のある文化財を、もとあった国に送還することには国立博物館のあいだで強い反対の声があがっている。エルギン・マーブルの帰還をもとめているギリシアに代表される返還運動に対して、2002年に大英博物館、ルーブル美術館、ペルガモン博物館など30以上の主要な博物館が共同声明を発表し、「過去に得られた事物は、いまと異なるその過去の価値観と感覚でとらえなければならない」「これらの博物館は、一国の国民のみならず、世界中の人々に対して開かれている」としている。

## 象徴
「ロゼッタ・ストーン」という単語は暗号化された情報を解読する過程で、決定的な鍵となるものを表現するために慣用的に用いられ、特に、些細だが典型的な一例がより大きな全体をとらえるための鍵として認識されている時に使われる。オックスフォード英語辞典によれば、このような象徴的な使用の初見は1902年版の「ブリタニカ百科事典」でグルコースの化学的分析に言及している項目である。
この慣用句は小説であればウェルズの人気作にもみることができる。1933年のThe Shape of Things to Come（吉岡義二 訳『世界はこうなる -最後の革命』新生社、1958年）では、主人公が走り書きされた原稿を発見する。それが、清書されていたりタイプライターで打たれている、しかしすでに散逸した資料を理解する鍵となる。
科学的な文献であれば最も重要かつ有名な使用例はおそらく、ノーベル賞受賞者のテオドール・ヘンシュが1979年にサイエンティフィック・アメリカン誌で分光学について述べている記事にもとめられるだろう。ヘンシュはこの中で「水素原子のスペクトルが現代物理学のロゼッタ・ストーンだということが証明された。線のパターンさえ解読してしまえば、後はどれだけ数が多くとも難解ではないからだ」と記している。この時から、ロゼッタ・ストーンという言葉は広く考古学や言語学以外の文脈でも用いられ、たとえばヒト白血球型抗原は「免疫学のロゼッタ・ストーン」と表現されるようになった。ガンマ線バーストは超新星と関連しているという説があるため、その起源を理解するためのロゼッタ・ストーンと呼ばれている。

## 書誌情報
時系列順
1. ^ 1799: Courrier de l'Égypte no. 37 (2 Fructidor year 7, i.e. 1799) p. 3 Courrier de l'Égypte, p. 7, - Google ブックス 脚注(3)で言及 2022年12月8日閲覧。
2. ^ 1802: "Domestic Occurrences: March 31st, 1802" in The Gentleman's Magazine vol. 72 part 1 p. 270 #7 - The Gentleman's magazine. v.72 pt.1 1802. 2022年12月8日閲覧。
3. ^ 1802: Silvestre de Sacy, Lettre au Citoyen Chaptal, Ministre de l'intérieur, Membre de l'Institut national des sciences et arts, etc: au sujet de l'inscription Égyptienne du monument trouvé à Rosette. Paris, 1802 Lettre au citoyen Chaptal - Google ブックス 2022年12月8日閲覧。
4. ^ 1802: Johan David Åkerblad, Lettre sur l'inscription Égyptienne de Rosette: adressée au citoyen Silvestre de Sacy, Professeur de langue arabe à l'École spéciale des langues orientales vivantes, etc.; Réponse du citoyen Silvestre de Sacy. Paris: L'imprimerie de la République, 1802
5. ^ 1803: "Has tabulas inscriptionem ... ad formam et modulum exemplaris inter spolia ex bello Aegyptiaco nuper reportati et in Museo Britannico asservati suo sumptu incidendas curavit Soc. Antiquar. Londin. A.D. MDCCCIII" in Vetusta Monumenta vol. 4 plates 5-7
6. ^ 1803: Hubert-Pascal Ameilhon, Éclaircissemens sur l'inscription grecque du monument trouvé à Rosette, contenant un décret des prêtres de l'Égypte en l'honneur de Ptolémée Épiphane, le cinquième des rois Ptolémées. Paris: Institut National, 1803 2022年12月8日閲覧。
7. ^ 1803: Chr. G. Heyne, "Commentatio in inscriptionem Graecam monumenti trinis insigniti titulis ex Aegypto Londinum apportati" in Commentationes Societatis Regiae Gottingensis vol. 15 (1800-1803) p. 260 ff.
8. ^ a b 1811: Matthew Raper, S. Weston et al., "Rosetta stone, brought to England in 1802: Account of, by Matt. Raper; with three versions: Greek, English translation by S. Weston, Latin translation by Prof. Heyne; with notes by Porson, Taylor, Combe, Weston and Heyne" in Archaeologia vol. 16 (1810-1812) pp. 208-263
9. ^ 1817: Thomas Young, "Remarks on the Ancient Egyptian Manuscripts with Translation of the Rosetta Inscription" in Archaeologia vol. 18 (1817) Retrieved July 14, 2010 (see pp. 1-15)
10. ^ 1819: Thomas Young, "Egypt" in Encyclopædia Britannica, supplement vol. 4 part 1 (Edinburgh: Chambers, 1819) インターネットアーカイブ: miscellaneouswo02youngoog pp. 86-195 2022年12月8日閲覧。
11. ^ 1822: J.-F. Champollion, Lettre à M. Dacier relative à l'alphabet des hiéroglyphes phonétiques (Paris, 1822) At Gallica: Retrieved July 14, 2010 フランス語資料 - Wikisource
12. ^ 1823: Thomas Young, An account of some recent discoveries in hieroglyphical literature and Egyptian antiquities: including the author's original alphabet, as extended by Mr. Champollion, with a translation of five unpublished Greek and Egyptian manuscripts (London: John Murray, 1823) An Account of Some Recent Discoveries - Google ブックス 2022年12月8日閲覧。
13. ^ 1824: J.-F. Champollion, Précis du système hiéroglyphique des anciens Égyptiens. Paris, 1824 インターネットアーカイブ: prcisdusystmehi00chamgoog 2nd ed. (1828) At Gallica 2022年12月8日閲覧。
14. ^ 1827: James Browne, Aperçu sur les hiéroglyphes d'Égypte et les progrès faits jusqu'à présent dans leur déchiffrement (Paris, 1827; based on a series of articles in Edinburgh Review beginning with no. 55 (February 1823) pp. 188-197) Aperçu sur les hiéroglyphes d'Égypte 2022年12月8日閲覧。
15. ^ 1837: François Salvolini, "Interprétation des hiéroglyphes: analyse de l'inscription de Rosette" in Revue des deux mondes vol. 10 (1937) フランス語資料 - Wikisource
16. ^ a b 1841: Antoine-Jean Letronne, Inscription grecque de Rosette. Texte et traduction littérale, accompagnée d'un commentaire critique, historique et archéologique. Paris, 1840 (issued in Carolus Müllerus, ed., Fragmenta historicorum Graecorum vol. 1 (Paris: Didot, 1841)) インターネットアーカイブ: fragmentahistori01mueluoft 2022年12月8日閲覧。
17. ^ 1851: H. Brugsch, Inscriptio Rosettana hieroglyphica, vel, Interpretatio decreti Rosettani sacra lingua litterisque sacris veterum Aegyptiorum redactae partis ... accedunt glossarium Aegyptiaco-Coptico-Latinum atque IX tabulae lithographicae textum hieroglyphicum atque signa phonetica scripturae hieroglyphicae exhibentes. Berlin: Dümmler, 1851 インターネットアーカイブ: inscriptioroset00bruggoog 2022年12月8日閲覧。
18. ^ 1853: Max Uhlemann, Inscriptionis Rosettanae hieroglyphicae decretum sacerdotale. Leipzig: Libraria Dykiana, 1853 Inscriptionis Rosettanae Hieroglyphicae - Google ブックス 2022年12月8日閲覧。
19. ^ 1858: Report of the committee appointed by the Philomathean Society of the University of Pennsylvania to translate the inscription on the Rosetta stone. Philadelphia, 1858